# 武志公
武志公（發音：[vɔ˦ˀ˥ t͡ɕi˧˦ kəwŋ͡m˧˧]；1912年8月7日—2011年9月8日），本名武全（Võ Toàn，[vɔ˦ˀ˥ twaːn˨˩]），别名五公（／，[nam˧˧ kəwŋ͡m˧˧]），前越南共产党和越南社會主義共和國领导人、革命家，曾任国务委员会主席（国家元首）。

## 早年生活
他出生于越南广南省三圻县三春乡。早年即投身越南革命工作。 1932年加入印度支那共产党(越南共產黨前身)。1942年被法殖民当局逮捕，1945年获释，后在越南中部参加八月革命起义。第一次印度支那战争后，他任第五区党委副书记；1960年在越共“三大”当选为中央委员，任第五联区区委书记，领导了同起运动。抗美战争期间，任越南南方民族解放阵线中央委员会主席团副主席、越南南方人民革命党中央执行委员会主席。

## 政治生涯
1976年7月任政府副总理兼海产部部长，12月在越共“四大”当选中央政治局委员。1977至1979年任农业部长。1981年当选国会代表，1982年2月越共五大再次当选为政治局委员、中央书记处书记。1986年再次出任部长会议副主席，1986年越共六大再次当选中央政治局委员。 1987年6月被选为国务委员会主席（相当于國家主席）。1992年卸任。

## 逝世
2011年9月8日，因高龄病重医治无效，在胡志明市统一医院逝世，享耆壽99岁。9月9日，越南共产党中央委员会、越南国会、越南国家主席、越南政府、越南祖国阵线中央委员会联名发布了武志公逝世的讣告。9月10日上午，武志公的吊唁仪式在胡志明市、河内和广南省等三地同时隆重举行。越南党、国家、祖国阵线、武装力量、各中央部门主要领导人阮富仲、张晋创、阮生雄、黄担均在胡志明市悼念武志公。总理阮晋勇因正对老挝进行正式访问而缺席，委派副总理阮春福吊唁。党中央检查委員會主席吴文谕等在河内吊唁。当地党、政府、武装力量、社会团体等代表团在武志公的故乡广南省吊唁。武志公主席的众多同志、朋友等均参与了吊唁仪式。